# George Ramsay, 8. Earl of Dalhousie
George Ramsay, 8. Earl of Dalhousie (* um 1730; † 4. November 1787) war ein britischer Adliger und Politiker.

## Familie und Titel
Er war der zweitgeborene Sohn des George Ramsay, Lord Ramsay († 1739) aus dessen Ehe mit Jean Maule († 1769). Sein älterer Bruder war Charles Ramsay, 7. Earl of Dalhousie. Bei dessen kinderlosem Tod erbte er am 29. Januar 1764 dessen schottische Adelstitel als 8. Earl of Dalhousie.
Am 30. Juli 1767 heiratete er Elisabeth Glen (um 1739–1807), die Tochter des Andrew Glen († 1764) und eine Nichte von James Glenn of Longcroft, zwischen 1738 und 1755 Gouverneur von South Carolina. Mit dieser hatte er eine Tochter und vier Söhne. Zudem war er Vater einer unehelichen Tochter. Mit dem Tod seines Onkels mütterlicherseits William Maule, 1. Earl Panmure, erbte Ramsay 1782 die Ländereien der Familie Maule of Panmure, einschließlich Brechin Castle und Braikie Castle in Angus. Nach seinem Tod gingen diese auf seinen zweitältesten Sohn William über, während der älteste Sohn George den Titel des Earl of Dalhousie erbte.

## Beruflicher Werdegang
Im Jahr 1757 erhielt Ramsay die Zulassung als Anwalt in Schottland. Von 1767 bis 1769 war er Großmeister der schottischen Freimaurer. Zwischen 1774 und 1781 gehörte er als Representative Peer für Schottland dem britischen House of Lords an. Von 1775 bis 1782 hatte er zudem das Amt eines Lord of the Police inne. Ramsay war von 1777 bis 1782 auch Hoher Kommissar der Generalversammlung der Kirche von Schottland.